# Editiones principes di opere latine - Incunaboli
La presente voce contiene l'elenco delle editiones principes di opere latine dall'invenzione della stampa a caratteri mobili all'anno 1500.
| Data            | Autore, Opera | Tipografo                                                     | Luogo di edizione | Commenti sull'edizione |
| --------------- | --- | ------------------------------------------------------------- | ----------------- | --- |
| 1452-1455       | Biblia Sacra Latina | Johann Gutenberg e Peter Schöffer                             | Magonza           | Conosciuta come Bibbia di Gutenberg, fu impressa in due edizioni: 42 righe e 36 righe. È il primo incunabolo. In tre anni di lavoro Gutenberg produsse 180 copie, di cui quaranta su pergamena e centoquaranta su carta. |
| 1457            | Psalmorum Codex (Libro dei Salmi della Bibbia)                                                                                   | Peter Schöffer e Johannes Fust                                | Magonza           | Conosciuto come “Salterio di Magonza” (Psalterium Moguntinum) è il secondo incunabolo più antico mai stampato. È il primo libro dotato di colophon: reca il luogo di stampa e la data del 15 agosto 1457. È anche il primo realizzato con inchiostri di colori diversi: rosso, viola chiaro e blu. |
| 1458 circa      | Missale. Canon Missae | Peter Schöffer e Johannes Fust                                | Magonza           | |
| 1459            | Psalterium Benedictinum cum canticis et hymnis (della Bibbia)                                                                    | Peter Schöffer e Johannes Fust                                | Magonza           | Pubblicato il 29 agosto 1459, una seconda edizione uscì nel 1490. |
| 1459            | Guglielmo Durante, Rationale divinorum officiorum                                                                                | Peter Schöffer e Johannes Fust                                | Magonza           | Pubblicato il 6 ottobre 1459. |
| 1460            | Giovanni Balbi, Catholicon | [Johannes Gutenberg?]                                         | Magonza           | |
| 1460            | Papa Clemente V, Constitutiones(dette Clementinae)                                                                               | Peter Schöffer e Johannes Fust                                | Magonza           | A cura di Giovanni Andrea Bussi. Peter Schöffer pubblicò una seconda edizione nel 1471. |
| 1460/65         | Pseudo-Agostino, De vita Christiana                                                                                              | Peter Schöffer e Johannes Fust                                | Magonza           | |
| 1463            | Martinus Bracarensis, Formula vitae honestae                                                                                     | Peter Schöffer e Johannes Fust                                | Magonza           | |
| 1463 circa      | Tommaso d'Aquino, Summa Theologiae, pars secunda secundae                                                                        | Johannes Mentelin                                             | Strasburgo        | Prima edizione parziale della Summa theologica (II/2). |
| 1465            | Papa Bonifacio VIII, Liber Sextus decretalium Domini Bonifacii Papae VIII cum glossae                                            | Peter Schöffer e Johannes Fust                                | Magonza           | È un testo di diritto canonico facente parte del Corpus Iuris Canonici. |
| 1465            | Cicerone, De officiis e Paradoxa stoicorum                                                                                       | Peter Schöffer e Johannes Fust                                | Magonza           | Il De Officiis fu stampato anche a Colonia da Ulrich Zell; tuttavia la sua edizione non riporta alcuna indicazione di data. |
| 1465            | Cicerone, De oratore | Sweynheym e Pannartz                                          | Subiaco           | Questa edizione fu pubblicata senza data, ma si crede che risalga a prima dell'ottobre 1465. È dunque il primo libro mai stampato in Italia. |
| 1465            | Lattanzio, De divinis institutionibus adversus gentes, De ira Dei e De opificio hominis                                          | Sweynheym e Pannartz                                          | Subiaco           | È il primo libro stampato in Italia con data certa al colophon (29 ottobre 1465). Fu impresso in 275 esemplari; oggi in Italia se ne conservano ancora 17 copie, di cui una a Subiaco. |
| 1465 circa      | Agostino d'Ippona, De doctrina christiana                                                                                        | Johannes Mentelin                                             | Strasburgo        | Si pensa sia questa la prima edizione a stampa di un'opera agostiniana. Peter Schöffer e Johannes Fust pubblicarono un'edizione dell'opera (De arte praedicandi, De doctrina Christiana) a Magonza nel 1467. |
| 1466            | Rabano Mauro, De rerum naturis                                                                                                   | Adolf Rusch                                                   | Strasburgo        | Adolf Rusch von Ingweiler (1435-1489). |
| 1466-1467       | Girolamo, Epistulae | Sixtus Riessinger                                             | Roma              | A cura di Teodoro de Lellis. La data della editio princeps rimane d'incerta attribuzione: l'incunabolo di Riessinger è senza data, sebbene si creda appartenga al 1467 circa; quindi l'edizione romana delle Epistulae stampata nel 1468 da Sweynheym e Pannartz e curata da Giovanni Andrea Bussi potrebbe anch'essa essere considerata una prima edizione. A Roma nulla è rimasto di ciò che fu impresso prima del 1466. Questa è la prima opera conosciuta apparsa nell'Urbe dopo tale data. Peter Schöffer pubblicò una propria edizione a Magonza nel 1470. |
| 1467            | Agostino d'Ippona, De civitate Dei                                                                                               | Sweynheym e Pannartz                                          | Subiaco           | Edizione con data certa al colophon (12 giugno 1467). Risulta priva del luogo di stampa, ma non esistono dubbi che fu stampata a Subiaco da Conrad Sweynheym e Arnold Pannartz. |
| 1467            | Cicerone, Epistulae ad familiares                                                                                                | Sweynheym e Pannartz                                          | Roma              | A cura di Giovanni Andrea Bussi |
| 1467            | Juan de Torquemada, Meditationes                                                                                                 | Ulrich Han                                                    | Roma              | |
| 1467-1469       | Giovenale, Satyrae | Ulrich Han                                                    | Roma              | |
| 1468 circa      | Papa Gregorio I, Magna Moralia (Commentario su Giobbe)                                                                           | Berthold Ruppel                                               | Basilea           | Senza data, potrebbe essere anteriore al 1468, ma non successivo. |
| 1468            | Institutiones | Peter Schöffer                                                | Magonza           | Fanno parte del Corpus iuris civilis di Giustiniano. Reca la data del 24 maggio 1468. |
| 1468            | Giovanni Crisostomo, Homiliae in evangelium S. Matthei                                                                           | Peter Schöffer                                                | Magonza           | Traduzione di Giorgio di Trebisonda. |
| 1468            | Pseudo-Lattanzio, De ave Phoenice                                                                                                | Sweynheym e Pannartz                                          | Roma              | Questa è la seconda edizione delle opere di Lattanzio: oltre alla ristampa dell'edizione sublacense (contenente De divinis institutionibus adversus gentes, De ira Dei e De opificio hominis) contiene anche Carmen de Pascha di Venanzio Fortunato e un estratto dalle Metamorfosi di Ovidio. |
| 1468            | Girolamo, De viris illustribus                                                                                                   | Sweynheym e Pannartz                                          | Roma              | A cura di Giovanni Andrea Bussi, insieme alle Epistulae dello stesso autore. |
| 1469            | Cicerone, Brutus e Orator | Sweynheym e Pannartz                                          | Roma              | Stampato insieme al De Oratore. |
| 1469            | Apuleio, Metamorfosi, Florida, Apologia, De deo Socratis, De dogmate Platonis, De mundo                                          | Sweynheym e Pannartz                                          | Roma              | A cura di Giovanni Andrea Bussi. Il colophon è datato 28 febbraio 1469 e sottoscritto: «Rome in domo Petri de Maximo». Contiene anche una traduzione latina dell'Epitoma disciplinarum Platonis di Alcinoo, fatta da Pietro Balbo. È considerato il primo libro a stampa con una prefazione, che alla sua maniera il Bussi inserì nella dedica a papa Paolo II. |
| 1469            | Pseudo-Apuleio, Asclepio | Sweynheym e Pannartz                                          | Roma              | A cura di Giovanni Andrea Bussi. Il colophon è datato 28 febbraio 1469 e sottoscritto: «Rome in domo Petri de Maximo». Contiene anche una traduzione latina dell'Epitoma disciplinarum Platonis di Alcinoo, fatta da Pietro Balbo. È considerato il primo libro a stampa con una prefazione, che alla sua maniera il Bussi inserì nella dedica a papa Paolo II. |
| 1469            | Tito Livio, Decades | Sweynheym e Pannartz                                          | Roma              | A cura di Giovanni Andrea Bussi. L'edizione romana includeva solo i Libri 1-10, 21-32, 34-39 e una porzione del 40. In una edizione di Magonza del 1518, fu pubblicato il resto del Libro 40 e parte del 33, mentre in un'edizione del 1531 a Basilea furono pubblicati i Libri 41-45, curati da Simon Grynaeus, che nel 1527 aveva scoperto l'unico manoscritto sopravvissuto della prima decina nell'Abbazia di Lorsch (Germania). Nel 1616 la parte rimanente del Libro 33 fu pubblicata a Roma, dopodiché tutte le opere esistenti di Livio erano state messe in stampa. |
| 1469            | Periochae (brevi riassunti delle Decades)                                                                                        | Sweynheym e Pannartz                                          | Roma              | A cura di Giovanni Andrea Bussi. L'edizione romana includeva solo i Libri 1-10, 21-32, 34-39 e una porzione del 40. In una edizione di Magonza del 1518, fu pubblicato il resto del Libro 40 e parte del 33, mentre in un'edizione del 1531 a Basilea furono pubblicati i Libri 41-45, curati da Simon Grynaeus, che nel 1527 aveva scoperto l'unico manoscritto sopravvissuto della prima decina nell'Abbazia di Lorsch (Germania). Nel 1616 la parte rimanente del Libro 33 fu pubblicata a Roma, dopodiché tutte le opere esistenti di Livio erano state messe in stampa. |
| 1469            | Lucano, Pharsalia | Sweynheym e Pannartz                                          | Roma              | A cura di Giovanni Andrea Bussi. Al colophon: «Hoc Conradus opus suueynheym ordine miro / Arnoldusque simul pannarts una aede colendi / Gente theotonica romae expediere sodales. / M.CCCC.LXIX.». |
| 1469            | Virgilio, Bucoliche, Georgiche, Eneide; Appendix Vergiliana e Priapea                                                            | Sweynheym e Pannartz                                          | Roma              | A cura di Giovanni Andrea Bussi. Senza data, ma attribuita dai bibliografi al 1469 con quasi certezza. Oltre alle opere principali e a una parte dell'Appendix Vergiliana (Culex, Dirae, Lydia, Copa, Est et non, Vir bonus, De rosis nascentibus, Moretus, Elegiae in Maecenatem), alcuni esemplari contengono alla fine dopo il colophon, su un ternione forse stampato successivamente, anche i Priapea (non menzionati nell'indice in prefazione), all'epoca attribuiti a Virgilio. |
| 1469            | Cesare, Commentarii de bello Gallico e Commentarii de bello civili                                                               | Sweynheym e Pannartz                                          | Roma              | A cura di Giovanni Andrea Bussi. |
| 1469            | Plinio il Vecchio, Naturalis historia                                                                                            | Giovanni da Spira                                             | Venezia           | Luogo di stampa e nome dello stampatore in un verso al colophon: «Restituit Venetis me nuper Spira Ioannes». Data alla fine del colophon: «M.CCCC.LXVIIII». |
| 1469            | Cicerone, Tusculanae disputationes                                                                                               | Ulrich Han                                                    | Roma              | |
| 1469            | Aulo Gellio, Noctes Atticae | Sweynheym e Pannartz                                          | Roma              | A cura di Giovanni Andrea Bussi. Al colophon: «Anno Christi M.CCCC.LXIX Paulo regnante II anno eius V die vero XI mensis Aprilis. In domo Petri de Maximis». |
| 1469-1470       | Persio, Satyrae | Ulrich Han                                                    | Roma              | |
| 1470 circa      | Agostino d'Ippona, Confessiones                                                                                                  | Johannes Mentelin                                             | Strasburgo        | Edizione senza note tipografiche. La prima edizione datata uscì a Milano da Johannes Bonus il 21 luglio 1475. |
| 1470 circa      | Stazio, Thebais e Achilleis |                                                               | Roma              | |
| 1470 circa      | Valerio Massimo, Factorum et dictorum memorabilium libri IX                                                                      | Johannes Mentelin                                             | Strasburgo        | Senza anno né luogo, ma da quasi tutti i bibliografi ritenuta precedente all'edizione con data certa al colophon: Magonza, Peter Schöffer, 14 giugno 1471. |
| 1470 circa      | Isidoro di Siviglia, Sententiae                                                                                                  | Johann Sensenschmidt                                          | Norimberga        | Senza data certa, ma non posteriore all'aprile 1470. |
| 1470 circa      | Isidoro di Siviglia, De Fide Catholica contra Iudaeos                                                                            | Georgius Herolt                                               | Roma              | |
| 1470 circa      | Ambrogio di Milano, De officiis ministrorum                                                                                      | Ulrich Zell                                                   | Colonia           | |
| 1470 circa      | Cicerone, Philippicae | Ulrich Han                                                    | Roma              | A cura di Giovanni Antonio Campano. |
| 1470 circa      | Cicerone, De finibus bonorum et malorum                                                                                          |                                                               | Colonia           | |
| 1470 circa      | Papa Gregorio I, Cura Pastoralis                                                                                                 |                                                               | Colonia           | |
| 1470 circa      | Cicerone, De legibus |                                                               | Venezia           | |
| 1470            | Agostino d'Ippona, Sermones |                                                               | Colonia           | Questa edizione è composta da 50 sermoni. |
| 1470            | Terenzio, Comoediae | Johannes Mentelin                                             | Strasburgo        | Edizione senza data, ma non posteriore al 1470, ritenuta l'editio princeps. Quella di Vindelino da Spira è la prima datata, ma non può essere precedente al 23 novembre 1471. |
| 1470            | Sallustio, De Catilinae coniuratione e De bello Iugurthino                                                                       | Vindelino da Spira                                            | Venezia           | Luogo di stampa e nome dello stampatore in un verso del colophon: «Nunc lector venetis spirea vindelinus». Data prima del colophon: «Explicit. MCCCCLXX». Un'edizione di Sallustio, stampata quasi contemporaneamente a Parigi da Jean Heynlin senza data, è attribuita dai bibliografi al gennaio 1471. Nel 1471 lo stesso Vindelino ripubblicò Sallustio con aggiunte (v. infra). |
| 1470            | Leonardo Bruni, De bello Italico adversus Gothos                                                                                 | Johannes Numeister                                            | Foligno           | L'edizione è sottoscritta anche da Emiliano degli Orfini, nella cui abitazione era impiantata la tipografia di Numeister. Al colophon: «Hunc libellum Emilianus de Orfinis Fulginas & Iohannes Numeister theutunicus eiusque sotii feliciter impresserunt Fulginei in domo eiusdem Emiliani anno domini Millesimo quadringentesimo septuagesimo feliciter». |
| 1470            | Gasparino Barzizza, Epistolae | Jean Heynlin                                                  | Parigi            | Il libro è senza data, ma è certamente della fine del 1470. Il colophon reca il luogo di stampa («regia Parisius») ed è sottoscritto dai tipografi Michael Friburger, Ulrich Gering e Martin Crantz (Jean Heynlin era l'editore); vi si afferma inoltre che questo è il primo libro stampato in Francia: « [...] / Primos ecce libros, quos haec industria finxit / Francorum in terris aedibus atque tuis, / Michael Uldaricus Martinusque magistri / Hos impresserunt ac facient alios». |
| 1470            | Lorenzo Valla, De elegantia linguae latinae                                                                                      | Ulrich Han                                                    | Roma              | Stampato su commissione di Giovanni Filippo De Lignamine. |
| 1470            | Prisciano, Opera | Vindelino da Spira                                            | Venezia           | A cura di Benedetto Brugnolo. |
| 1470            | Jacopo da Varazze, Legenda Aurea                                                                                                 |                                                               | Colonia           | |
| 1470            | Bartolo da Sassoferrato, Commentaria. Digestum vetus                                                                             |                                                               | sine loco         | È la prima opera in assoluto di Bartolo messa in stampa. |
| 1470            | Cornelio Nepote, Vita Attici | Nicolas Jenson                                                | Venezia           | La biografia di Nepote fu unita a Epistulae ad Quintum Fratrem, Ad Atticum e Ad Brutum di Cicerone. |
| 1470            | Svetonio, De XII Caesarum vitis                                                                                                  | Giovanni Filippo De Lignamine                                 | Roma              | A cura di Giovanni Antonio Campano. Luogo e data di stampa al colophon: «Romae in pinea regione via papae anno a Christi natali McccLxx, sextili mense. Pauli autem veneti II Pont. Max. anno eius sexto». Nello stesso anno, sempre a Roma, un'altra edizione fu stampata da Sweynheym e Pannartz, dove però è segnato l'anno settimo del pontificato di Paolo II; quindi uscì dopo il 30 agosto e dunque è posteriore alla presente. |
| 1470            | Quintiliano, Institutiones oratoriae                                                                                             | Giovanni Filippo De Lignamine                                 | Roma              | A cura di Giovanni Antonio Campano. Luogo e data di stampa al colophon: «Romae in via papae prope Sanctum Marcum. Anno salutis McccLxx, die vero tertia mensis augusti». Nello stesso anno e sempre a Roma, un'altra edizione fu stampata da Sweynheym e Pannartz a cura di Giovanni Andrea Bussi, quindi non si può affermare con certezza che la presente sia davvero l'editio princeps. |
| 1470            | Cicerone, De inventione | Nicolas Jenson                                                | Venezia           | |
| 1470            | Giovanni Marchesini, Mammotrectus super Bibliam                                                                                  | Peter Schöffer                                                | Magonza           | |
| 1470            | Cicerone o Cornificio, Rhetorica ad Herennium                                                                                    | Nicolas Jenson                                                | Venezia           | A cura di Ognibene Bonisoli. Il suo testo fu la base per successive edizioni. |
| 1470            | Marco Giuniano Giustino, Epitome in Trogi Pompeii Historias Philippicas                                                          | Nicolas Jenson                                                | Venezia           | |
| 1470            | Cicerone, Epistulae ad Brutum, Ad Quintum fratrem, Ad Atticum                                                                    | Nicolas Jenson                                                | Venezia           | Nello stesso anno, ma quasi certamente prima dello Jenson, sempre a Roma Sweynheym e Pannartz hanno impresso una loro edizione delle lettere di Cicerone a cura di Giovanni Andrea Bussi. Entrambe sono considerate editiones principes. |
| 1470 circa      | Servio Mario Onorato, Commentarii in Vergilii opera                                                                              | Ulrich Han                                                    | Roma              | Con 125 edizioni tra il 1470 ed il 1599, fu il commentario virgiliano più popolare della prima età moderna. |
| 1470 circa      | Tacito, Historiae, Annales XI-XVI, Germania e Dialogus de oratoribus                                                             | Vindelino da Spira                                            | Venezia           | A cura di Filippo Beroaldo il Giovane. Degli Annales contiene solo i libri XI-XVI. I libri I-VI furono ritrovati nel 1508 nell'Abbazia di Corvey (ora in Germania) e portati a Roma, dove furono stampati da Étienne Guillery nel 1515 insieme agli altri. L'edizione è senza data e senza luogo; il colophon in distici reca la sottoscrizione dello stampatore: «pressit / Spiră premens, artis gloria prima suae». |
| 1470 circa      | Papa Leone I, Sermones e Epistulae                                                                                               | Giovanni Filippo De Lignamine                                 | Roma              | Senza data. Un'altra edizione del volume fu stampata a Roma nello stesso anno da Sweynheym e Pannartz; esiste quindi qualche difficoltà nello stabilire quale sia la vera editio princeps. In entrambi i casi, il curatore fu Giovanni Andrea Bussi. Entrambe le edizioni sono incomplete, dato che presentano 92 dei 96 sermoni esistenti di Leone I e solo 5 delle sue 173 lettere conosciute. |
| 1470 circa      | Ilias Latina |                                                               | Utrecht           | L'edizione olandese è incompleta: contiene solo 500 righe delle 1070 righe che compongono la Ilias Latina. La prima edizione completa fu invece stampata da Filippo di Pietro a Venezia nel 1476 circa. |
| 1470 circa      | Pseudo-Aurelio Vittore, De viris illustribus urbis Romae                                                                         | Sixtus Riessinger                                             | Roma o Napoli     | Senza data e luogo, il libro potrebbe essere stato stampato da Riessinger a Roma o dopo il suo trasferimento a Napoli. L'edizione del De viris illustribus urbis Romae omette alcune vite (Giulio Cesare, Ottaviano, Catone Uticense, Cicerone, Bruto, Sesto Pompeo, Marco Antonio, Cleopatra), che furono pubblicate per la prima volta da André Schott solo nel 1577. |
| 1470 circa      | Rufio Festo, Historia Romana | Sixtus Riessinger                                             | Roma o Napoli     | Senza data e luogo, il libro potrebbe essere stato stampato da Riessinger a Roma o dopo il suo trasferimento a Napoli. L'edizione del De viris illustribus urbis Romae omette alcune vite (Giulio Cesare, Ottaviano, Catone Uticense, Cicerone, Bruto, Sesto Pompeo, Marco Antonio, Cleopatra), che furono pubblicate per la prima volta da André Schott solo nel 1577. |
| 1470-1471       | Quinto Curzio Rufo, Historiae Alexandri Magni                                                                                    | Vindelino da Spira                                            | Venezia           | Non oltre il 1472 Georg Lauer pubblicava a Roma un'altra edizione della stessa opera. |
| 1470-1471       | Sesto Pompeo Festo, De verborum significatu                                                                                      | Georg Lauer                                                   | Roma              | A cura di Pomponio Leto. Del De verborum significatu non contiene l'originale ma l'epitome medievale fatta da Paolo Diacono. Il volume è senza data, rendendo quindi controverso il problema della primogenitura, poiché si asserisce che il tipo di carattere usato risalga al 1472. Ciò lo posticiperebbe all'edizione stampata da Panfilo Castaldi a Milano nell'agosto del 1471, il che è rimarchevole dato che sarebbe il primo libro mai stampato in quella città. Tuttavia la prima pubblicazione autentica del testo esistente di Festo avvenne a Milano nel 1500, stampata da Gabriel Conagus e curata da Giovan Battista Pio, unita a Nonio Marcello e a Marco Terenzio Varrone. Fu ristampata molte volte, nuovamente a Milano nel 1505, poi a Parigi nel 1509. Esiste anche un'edizione Aldina a Venezia del 1513. |
| 1470-1471       | Isidoro di Siviglia, Synonyma | Johann Sensenschmidt                                          | Norimberga        | 21 edizioni del testo sono uscite tra il 1470 e il 1566. |
| 1471            | Bartolo da Sassoferrato, Quaestiones                                                                                             | Vindelino da Spira                                            | Venezia           | |
| 1470-1475       | Pseudo-Ditti Cretese, Historia Troiana                                                                                           | Ulrich Zell                                                   | Colonia           | Antica traduzione latina fatta da L. Septimius di un originale greco andato perduto. |
| 1470-1475       | Nonio Marcello, De compendiosa doctrina                                                                                          | Georg Lauer                                                   | Roma              | A cura di Pomponio Leto. Edizione senza data, l'anno di stampa è molto discusso: spesso attribuito all'anno 1470 circa, si controbatte che i caratteri usati non precedono il 1474. A parte ciò, il testo presentato è incompleto, dato che manca il Libro III dell'opera, una lacuna che fu ripetuta nella successiva edizione veneziana stampata da Nicolas Jenson nel 1476. L'edizione completa fu stampata per la prima volta nel 1511 a Pesaro a cura di Giovan Battista Pio. |
| 1471-1472       | Elio Donato, Ars maior | Christoph Valdarfer o Paolo von Butzbach e Giorgio di Augusta | Venezia o Verona  | Il Libro III, o De barbarismo, era stato stampato precedentemente da un tipografo sconosciuto a Venezia verso il 1471. Non c'è certezza sul tipografo: secondo un'interpretazione, fu Valdorfo di Venezia, secondo altri il volume fu impresso da Butzbach e Giorgio di Augusta a Verona. |
| 1471            | Pseudo-Sallustio, Invectiva in Ciceronem                                                                                         | Vindelino da Spira                                            | Venezia           | Queste due antiche orazioni apocrife furono incluse da Vindelino nella sua seconda edizione delle opere sallustiane. La primogenitura dell'edizione di Venezia è contestata: la vera editio princeps per entrambi i testi potrebbe essere un'edizione stampata a Colonia forse nello stesso anno. A differenza dell'edizione veneziana, quella di Colonia non include Catilina e Iugurtha. |
| 1471            | Pseudo-Cicerone, Invectiva in Sallustium                                                                                         | Vindelino da Spira                                            | Venezia           | Queste due antiche orazioni apocrife furono incluse da Vindelino nella sua seconda edizione delle opere sallustiane. La primogenitura dell'edizione di Venezia è contestata: la vera editio princeps per entrambi i testi potrebbe essere un'edizione stampata a Colonia forse nello stesso anno. A differenza dell'edizione veneziana, quella di Colonia non include Catilina e Iugurtha. |
| 1471            | Sacra Bibbia | Vindelino da Spira                                            | Venezia           | Si tratta della prima edizione integrale a stampa della Bibbia in volgare italiano. Traduzione a cura di padre Nicolò Malermi. |
| 1471 circa      | Agostino d'Ippona, Epistulae | Johannes Mentelin                                             | Strasburgo        | |
| 1471            | Cicerone, Orationes | Sweynheym e Pannartz                                          | Roma              | A cura di Giovanni Andrea Bussi, furono stampati un totale di 32 discorsi. |
| 1471            | Cicerone, Opera philosophica | Sweynheym e Pannartz                                          | Roma              | A cura di Giovanni Andrea Bussi, in due volumi. Il primo, datato 27 aprile 1471, contiene: De natura deorum, De divinatione, De officiis, Paradoxa, Laelius de amicitia, Cato Maior de senectute; il secondo, datato 20 settembre 1471, contiene: Quaestiones Tusculanae, De finibus, De fato, Q. Ciceronis de petitione consulatus, Academica, Timaeus, Academicae quaestiones, De legibus. È considerata l'editio princeps di De natura deorum e De divinatione, anche se ne esiste un'altra edizione in un volume stampata a Venezia da Vindelino da Spira nello stesso anno, ma senza l'indicazione del mese. |
| 1471            | Cipriano di Cartagine, Opera omnia                                                                                               | Sweynheym e Pannartz                                          | Roma              | A cura di Giovanni Andrea Bussi, è considerata l'editio princeps nonostante sia senza data. La prima edizione datata è quella contemporanea di Vindelino da Spira. |
| 1471            | Floro, Bellorum Romanorum libri duo                                                                                              | Ulrich Gering, Michael Friburger e Martin Crantz              | Parigi            | A cura di Robert Gaguin. |
| 1471            | Plinio il Giovane, Epistulae | Christoph Valdarfer                                           | Venezia           | A cura di Ludovico Carbone. Edizione datata, ma non sottoscritta. Contiene solo otto libri delle Lettere di Plinio, cioè i primi sette e il nono (senza la lettera IX, 16), per un totale di 222 lettere sulle 247 oggi annoverate nei libri I-IX. Vennero aumentate a 236 lettere in nove libri (aggiunte le epistole VIII, 1-8 e 19-24) nell'edizione romana pubblicata da Johannes Schurener nel 1474. Mancava ancora il decimo libro, contenente 121 (o 122 a seconda degli editori) epistole di Plinio con Traiano, ritrovato da Giovanni Giocondo tra il 1495 e il 1500 nell'Abbazia di San Vittore vicino a Parigi. Giocondo fece una trascrizione, come fece subito dopo anche un altro italiano, Pietro Leandro, che una volta tornato dalla Francia diede la sua copia parziale del decimo libro a Girolamo Avanzi, che stampò le 46 nuove lettere a Verona nel 1502. Per un'edizione di tutte le lettere di Plinio si dovette attendere fino al 1508, quando Aldo Manuzio stampò a Venezia un'edizione completa avvantaggiandosi della trascrizione e di altri manoscritti pliniani che Giocondo gli aveva consegnato. |
| 1471            | Ovidio, Opera omnia | Baldassarre Azzoguidi                                         | Bologna           | A cura di Francesco Dal Pozzo, che era in società editoriale con Azzoguidi e Annibale Malpigli, costituita il 25 ottobre 1470. È il primo libro stampato dall'Azzoguidi e il primo libro con data certa stampato a Bologna. Esiste una disputa in merito alla possibilità che questa edizione sia stata preceduta da quella romana stampata da Sweynheym e Pannartz, che è senza data ma quasi sicuramente anch'essa del 1471. |
| 1471            | Eutropio, Breviarium historiae Romanae                                                                                           | Georg Lauer                                                   | Roma              | |
| 1471            | Paolo Diacono, Historia Romana                                                                                                   | Georg Lauer                                                   | Roma              | |
| 1471            | Cornelio Nepote, Vitae Imperatorum                                                                                               | Nicolas Jenson                                                | Venezia           | |
| 1471            | Basilio Bessarione, Epistolae et orationes                                                                                       | Jean Heynlin                                                  | Parigi            | |
| 1471 circa      | Claudio Claudiano, De raptu Proserpinae                                                                                          | Christoph Valdarfer                                           | Venezia           | Essendo senza data, non è possibile stabilire con certezza che sia la editio princeps. Altri attribuiscono la primogenitura all'incunabolo, anch'esso non datato, dei tipografi Nicolaus Ketelaer e Gerardus de Leempt apparso a Utrecht nel 1473-1475. |
| 1471            | Orosio, Historiarum adversus paganos libri septem                                                                                | Johann Schüssler                                              | Augusta           | |
| 1471            | Pomponio Mela, Cosmographia sive de situ orbis                                                                                   | Panfilo Castaldi                                              | Milano            | Castaldi era proprietario della pressa tipografica, ma egli si limitò ad un ruolo organizzativo. L'attività tipografica vera e propria veniva svolta dai suoi soci, Gabriele Orsoni e Fortunato e Antonio Zarotto. |
| 1471            | Marziale, Epigrammata | Andrea Belfort                                                | Ferrara           | L'incunabolo ferrarese è datato 2 luglio 1471. La primogenitura è controversa. L'edizione veneziana di Sweynheym e Pannartz si pensa che sia stata stampata verso il 1470-1471 e in tal caso sarebbe quella la editio princeps; inoltre esiste un'edizione romana, ma non è certo quando sia stata stampata. L'edizione di Ferrara non include il Liber de Spectaculis, che è invece presente negli incunaboli romano e veneziano. |
| 1471            | Silio Italico, Punica | Sweynheym e Pannartz                                          | Roma              | A cura di Giovanni Andrea Bussi. Contiene anche Esiodo, nella traduzione latina di Nicolaus de Valle. A Silio Italico vennero poi aggiunti 58 nuovi versi, ritrovati e pubblicati da Giacomo Costanzi nel 1508. |
| 1471            | Tito Calpurnio Siculo, Bucolica                                                                                                  | Sweynheym e Pannartz                                          | Roma              | A cura di Giovanni Andrea Bussi. Contiene anche Esiodo, nella traduzione latina di Nicolaus de Valle. A Silio Italico vennero poi aggiunti 58 nuovi versi, ritrovati e pubblicati da Giacomo Costanzi nel 1508. |
| 1471            | Nemesiano, Bucolica | Sweynheym e Pannartz                                          | Roma              | A cura di Giovanni Andrea Bussi. Contiene anche Esiodo, nella traduzione latina di Nicolaus de Valle. A Silio Italico vennero poi aggiunti 58 nuovi versi, ritrovati e pubblicati da Giacomo Costanzi nel 1508. |
| 1471            | Boezio, De consolatione philosophiae                                                                                             | Hans Glim                                                     | Savigliano        | Senza data, altri hanno asserito che fosse del 1474 circa. |
| 1471-1472       | Varrone, De lingua Latina | Georg Lauer                                                   | Roma              | A cura di Pomponio Leto. |
| 1471-1472 circa | Orazio, Opera omnia |                                                               | Venezia           | Edizione in-4º, senza note tipografiche, fin dal Maittaire considerata l'editio princeps oraziana e dal Dibdin per primo ritenuta stampata a Venezia; la datazione è presunta, lo stampatore rimane ignoto. |
| 1472            | Cassiodoro, Historia Tripartita                                                                                                  | Johann Schuszler                                              | Augusta           | |
| 1472            | Plauto, Comoediae | Giovanni di Colonia                                           | Venezia           | A cura di Giorgio Merula che si basava sul Codex Ursinianus. Contiene una dedica a Jacopo Zeno, vescovo di Padova. |
| 1472            | Macrobio, In somnium Scipionis e Saturnalia                                                                                      | Nicolas Jenson                                                | Venezia           | |
| 1472            | Cicerone, Topica |                                                               |                   | |
| 1472            | Papa Gregorio I, Registrum epistularum                                                                                           | Günther Zainer                                                | Augusta           | |
| 1472            | Marco Porcio Catone, De agri cultura                                                                                             | Nicolas Jenson                                                | Venezia           | A cura di Giorgio Merula e Francesco Colucia, col titolo collettivo di Scriptores rei rusticae. Merula curò i primi tre testi ai quali aggiunse tre glossari, uno per ciascun autore; Colucia invece si occupò di Palladio. |
| 1472            | Varrone, Rerum rusticarum libri III                                                                                              | Nicolas Jenson                                                | Venezia           | A cura di Giorgio Merula e Francesco Colucia, col titolo collettivo di Scriptores rei rusticae. Merula curò i primi tre testi ai quali aggiunse tre glossari, uno per ciascun autore; Colucia invece si occupò di Palladio. |
| 1472            | Columella, De re rustica | Nicolas Jenson                                                | Venezia           | A cura di Giorgio Merula e Francesco Colucia, col titolo collettivo di Scriptores rei rusticae. Merula curò i primi tre testi ai quali aggiunse tre glossari, uno per ciascun autore; Colucia invece si occupò di Palladio. |
| 1472            | Rutilio Tauro Emiliano Palladio                                                                                                  | Nicolas Jenson                                                | Venezia           | A cura di Giorgio Merula e Francesco Colucia, col titolo collettivo di Scriptores rei rusticae. Merula curò i primi tre testi ai quali aggiunse tre glossari, uno per ciascun autore; Colucia invece si occupò di Palladio. |
| 1472            | Giovanni Sacrobosco, Tractatus de Sphaera                                                                                        |                                                               | Ferrara           | |
| 1472            | Bartolo da Sassoferrato, Tractatus                                                                                               | Vindelino da Spira                                            | Venezia           | |
| 1472            | Lattanzio, Epitome | Vindelino da Spira                                            | Venezia           | È un compendio scritto da Lattanzio sulle sue Divinae Institutiones. L'edizione veneziana dell'Epitome è incompleta, col testo integrale rinvenuto per la prima volta presso la biblioteca reale di Torino da Christopher Pfaff nel 1711 e da lui stampata l'anno successivo a Parigi. |
| 1472            | Properzio, Elegiae | Federico de' Conti                                            | Venezia           | Questa edizione reca il mese di febbraio e si ritiene che sia stata la prima, anche se non lo si può affermare con certezza, perché nello stesso anno uscì un'altra edizione di Properzio stampata a Venezia da Vindelino da Spira insieme con Catullo, Tibullo e Stazio. |
| 1472            | Catullo, Carmina | Vindelino da Spira                                            | Venezia           | Il volume contiene anche Properzio. Tibullo fu contemporaneamente stampato a Venezia da Federico de' Conti senza data, ma certamente nello stesso anno. |
| 1472            | Stazio, Silvae | Vindelino da Spira                                            | Venezia           | Il volume contiene anche Properzio. Tibullo fu contemporaneamente stampato a Venezia da Federico de' Conti senza data, ma certamente nello stesso anno. |
| 1472            | Tibullo, Elegiae | Vindelino da Spira                                            | Venezia           | Il volume contiene anche Properzio. Tibullo fu contemporaneamente stampato a Venezia da Federico de' Conti senza data, ma certamente nello stesso anno. |
| 1472            | Isidoro di Siviglia, Etymologiae                                                                                                 | Günther Zainer                                                | Augusta           | Vi è raffigurata la prima Mappa mundi a stampa. |
| 1472            | Isidoro di Siviglia, De natura rerum                                                                                             | Günther Zainer                                                | Augusta           | Günther Zainer (o Zeyner o Zeiner) (m. 1º ottobre 1478) fu il primo tipografo di Augusta, ove lavorò dal 1468 fino alla morte; produsse circa 80 libri, comprese due edizioni tedesche della Bibbia ed il primo calendario stampato. Arrivò ad Augusta da Strasburgo e stampò negli anni 1472–76 tre lunghe opere di istruzione morale. Stampò inoltre il primo grande libro illustrato, la Legenda aurea di Jacopo da Varazze in due volumi con 131 incisioni (1471–76). Johann Zainer, primo tipografo di Ulma, fu probabilmente suo fratello. |
| 1472            | Elio Donato, Commentum in Terentium                                                                                              |                                                               | Venezia           | |
| 1472            | Ausonio, Opera | Bartholomaeus Girardinus                                      | Venezia           | L'editio princeps è incompleta perché usò un manoscritto, che rappresenta la più breve delle selezioni sopravvissute e che omette brani autobiografici e storici. Nel 1499 (v. infra) Taddeo Ugoleto, che fu in grado di usare un manoscritto dalla più ricca selezione, aggiunse per la prima volta tra le altre opere la Mosella ed il Ludus septem sapientum. |
| 1472            | Faltonia Betizia Proba, De laudibus Christi                                                                                      | Bartholomaeus Girardinus                                      | Venezia           | |
| 1472            | Roberto Valturio, De re militari                                                                                                 |                                                               | Verona            | |
| 1472            | Boccaccio, Genealogia deorum gentilium                                                                                           | Vindelino da Spira                                            | Venezia           | Forse a cura di Raffaele Zovenzoni. |
| 1473            | Lucrezio, De rerum natura | Tommaso Ferrando                                              | Brescia           | Senza data. In fine: «Thoma Ferrando auctore». |
| 1473            | Sidonio Apollinare | Nicolaus Ketelaer e Gerardus de Leempt                        | Utrecht           | |
| 1473            | Solino, Collectanea rerum memorabilium                                                                                           | Venezia                                                       |                   | |
| 1473            | Isidoro di Siviglia, Chronica | Giovanni Filippo De Lignamine                                 | Roma              | Edizione incompleta; fu stampata per la prima volta in forma completa a Torino nel 1593, a cura di G. de Loaisa. |
| 1473            | Sedulio, Paschale carmen | Nicolaus Ketelaer e Gerardus de Leempt                        | Utrecht           | Più di 50 edizioni furono stampate di questo testo prima del 1599. Entro l'anno 1500 apparvero gli incunaboli seguenti: di Leonard Hutz e Lope Sanz a Salamanca nel 1496, di Pedro Giraldi e Miquel de Planes a Valladolid nel 1497, di Jakob Thanner a Lipsia nel 1499, di J. Le Fèvre a Parigi sempre nel 1499, di Georgius Cocus, Leonard Hutz e Lupus Appentegger a Saragozza nel 1500 e di Johann Rosenbach a Tarragona sempre nel 1500. |
| 1473            | Bartolo da Sassoferrato, Consilia                                                                                                | Johannes Gensberg                                             | Roma              | |
| 1473            | Egidio Albornoz, Constitutiones Aegidianae                                                                                       | Federico de' Conti                                            | Jesi              | |
| 1473            | Beda il Venerabile, De arte metrica e De schematibus tropis                                                                      | Antonio Zarotto                                               | Milano            | |
| 1473            | Petrarca, Secretum e De vita solitaria                                                                                           | Adolf Rusch                                                   | Strasburgo        | Entrambe le opere sono state stampate "entro l'anno 1473". Adolf Rusch fu il genero del più noto Johannes Mentelin, del quale proseguì l'attività. |
| 1473-1474       | Svetonio, De grammaticis e De rhetoribus                                                                                         | Johann Schurener                                              | Roma              | A cura di Giovanni Alvise Toscani. Il volume è senza data ma si sa con sicurezza che fu stampato tra il maggio 1473 e il marzo 1474. Potrebbe esser stato preceduto da un'altra edizione senza data di Svetonio stampata a Padova da Bartholomeo da Vardezoccho e Martinus de Septem Arboribus, che è generalmente datata tra il 1473 e il 1476. |
| 1473-1474 circa | Vegezio, Epitoma rei militaris                                                                                                   | Nicolaus Ketelaer e Gerardus de Leempt                        | Utrecht           | Edizione senza note tipografiche, ma unanimemente attribuita ai prototipografi olandesi. |
| 1473-74         | Marco Manilio, Astronomicon | Regiomontano                                                  | Norimberga        | |
| 1474            | Gaio Valerio Flacco, Argonautica                                                                                                 |                                                               | Bologna           | |
| 1474            | Germanico, Aratea | Ugo Ruggeri e Donnino Bertocchi                               | Bologna           | Al colophon: «Bononiae impressum per me Ugonem Rugerium et Doninum Berthocum anno domini M.CCCCLXXIIII die vigesima Martii». Oltre alla traduzione di Germanico dei Phaenomena di Arato di Soli, contiene anche gli Astronomica di Marco Manilio, di cui è la prima edizione datata. |
| 1474            | Quinto Sereno Sammonico, Carmen medicinale                                                                                       |                                                               | Venezia           | |
| 1474            | Agostino d'Ippona, De Trinitate                                                                                                  |                                                               | Strasburgo        | |
| 1474            | Historia Apollonii regis Tyri |                                                               | Utrecht           | |
| 1474            | Ammiano Marcellino, Rerum gestarum libri XIV-XXVI                                                                                | Georg Sachsel e Bartholomaeus Golsch                          | Roma              | A cura di Angelo Sabino, con una prefazione dedicatoria al vescovo di Bergamo Lodovico Donà. Contiene solo tredici dei diciotto libri superstiti. I libri XXVII-XXXI furono editi, insieme agli altri, per la prima volta nel 1533 ad Augusta da Silvan Otmar, a cura di Mariangelo Accursio. |
| 1474            | Paolo Diacono, Vita Sancti Ambrosii                                                                                              |                                                               | Milano            | |
| 1474            | Francesco della Rovere, De Sanguine Christi                                                                                      | Giovanni de Lignamine                                         | Roma              | |
| 1475            | Sallustio, Historiae (estratti esistenti) e Epistulae ad Caesarem                                                                | Arnold Pannartz                                               | Roma              | |
| 1475            | Codex | Peter Schöffer                                                | Magonza           | Fa parte del Corpus Iuris Civilis di Giustiniano. Reca la data del 26 gennaio 1475. |
| 1475            | Digestum Infortiatum | Vito Puecher                                                  | Roma              | Il Digestum era composto di 50 libri. L'Infortiatum ne costituiva la parte centrale (dal titolo 3 del libro 24 al libro 38). A sua volta, il Digestum faceva parte del Corpus Iuris Civilis di Giustiniano. Reca la data del 13 aprile 1475. |
| 1475            | Catone, Disticha | Martin Flach                                                  | Basilea           | |
| 1475            | Seneca, Dialogi, De beneficiis, De clementia, Epistulae morales ad Lucilium                                                      | Mattia Moravo                                                 | Napoli            | Prima edizione completa delle opere filosofiche di Seneca il Giovane. Vi sono comprese le consolazioni: De consolatione ad Martiam, De consolatione ad Albinam matrem suam e De consolatione ad Polybium (quest'ultima congiunta con il De brevitate vitae). A causa della confusione tra figlio e padre, il volume include anche le note versioni epitomizzate di Seneca il Vecchio, composte da estratti delle sue Suasoriae et Controversiae; il testo esistente completo fu stampato nel 1490 a Venezia da Bernardino da Cremona insieme a Seneca il Giovane. È incluso nell'edizione anche Publilio Siro, le cui Sententiae sono nelle cosiddette Proverbia Senecae. L'errore fu corretto nel 1514 da Erasmo da Rotterdam quando nel 1514 pubblicò a Southwark un'edizione di Publilio che è generalmente considerata la vera editio princeps. Erasmo venne seguito a Lipsia nel 1550 da Georg Fabricius, che aggiunse altre venti nuove frasi all'edizione. |
| 1475            | Seneca il Vecchio | Mattia Moravo                                                 | Napoli            | Prima edizione completa delle opere filosofiche di Seneca il Giovane. Vi sono comprese le consolazioni: De consolatione ad Martiam, De consolatione ad Albinam matrem suam e De consolatione ad Polybium (quest'ultima congiunta con il De brevitate vitae). A causa della confusione tra figlio e padre, il volume include anche le note versioni epitomizzate di Seneca il Vecchio, composte da estratti delle sue Suasoriae et Controversiae; il testo esistente completo fu stampato nel 1490 a Venezia da Bernardino da Cremona insieme a Seneca il Giovane. È incluso nell'edizione anche Publilio Siro, le cui Sententiae sono nelle cosiddette Proverbia Senecae. L'errore fu corretto nel 1514 da Erasmo da Rotterdam quando nel 1514 pubblicò a Southwark un'edizione di Publilio che è generalmente considerata la vera editio princeps. Erasmo venne seguito a Lipsia nel 1550 da Georg Fabricius, che aggiunse altre venti nuove frasi all'edizione. |
| 1475            | Publilio Siro | Mattia Moravo                                                 | Napoli            | Prima edizione completa delle opere filosofiche di Seneca il Giovane. Vi sono comprese le consolazioni: De consolatione ad Martiam, De consolatione ad Albinam matrem suam e De consolatione ad Polybium (quest'ultima congiunta con il De brevitate vitae). A causa della confusione tra figlio e padre, il volume include anche le note versioni epitomizzate di Seneca il Vecchio, composte da estratti delle sue Suasoriae et Controversiae; il testo esistente completo fu stampato nel 1490 a Venezia da Bernardino da Cremona insieme a Seneca il Giovane. È incluso nell'edizione anche Publilio Siro, le cui Sententiae sono nelle cosiddette Proverbia Senecae. L'errore fu corretto nel 1514 da Erasmo da Rotterdam quando nel 1514 pubblicò a Southwark un'edizione di Publilio che è generalmente considerata la vera editio princeps. Erasmo venne seguito a Lipsia nel 1550 da Georg Fabricius, che aggiunse altre venti nuove frasi all'edizione. |
| 1475            | Historia Augusta | Filippo Cavagni da Lavagna                                    | Milano            | A cura di Bonaccorso da Pisa. Il 6 dicembre 1474, in un contratto stipulato davanti al notaio Antonio Zunico, Filippo da Lavagna aveva assunto Bonaccorso come curatore per la stampa di Svetonio, Sparziano ed Eutropio. Rispettivamente il 20 luglio e il 22 dicembre 1475 furono finiti di stampare i due volumi in folio, contenenti le Vite dei Cesari di Svetonio il primo e i sei Scriptores Historiae Augustae, il Breviarium di Eutropio (nel rifacimento paolino) e la Historia Romana di Paolo Diacono il secondo. |
| 1475-1477       | Tacito, Agricola |                                                               | Milano            | Questa è la rinomata editio Puteolana delle opere di Tacito, a cura di Francesco Dal Pozzo. |
| 1475            | Pseudo-Quintiliano, Declamationes maiores                                                                                        |                                                               | Roma              | A cura di Domizio Calderini, con una dedica ad Aniello Arcamone, ambasciatore del Regno di Napoli presso la Santa Sede. L'edizione contiene solo le declamazioni 8, 9 e 10; le successive furono pubblicate nel 1481, curate da Giorgio Grasolari con l'assistenza di Giorgio Merula. |
| 1475            | Gaio Giulio Igino, Poeticon astronomicon                                                                                         | Agostino Carnerio                                             | Ferrara           | |
| 1475            | Giovanni Scoto Eriugena, Vox spiritualis Aquilae                                                                                 | Bartholomaeus de Unkel                                        | Colonia           | Questa omelia fu qui attribuita erroneamente a Origene. |
| 1475            | Beda il Venerabile, Historia ecclesiastica gentis Anglorum                                                                       | Heinrich Eggestein                                            | Strasburgo        | Edizione senza data, ma si afferma che sia stata stampata tra il 1474 e il 1482. Seguita da una seconda edizione nel 1550 nella stessa città, questa volta insieme ad una traduzione latina di Historia Ecclesiastica di Eusebio. Heinrich Eggestein (n. 1415/20 a Rosheim, Alsazia; m. 1488 c. - scritto anche Eckstein o Eggesteyn) è considerato, insieme a Johannes Mentelin, il primo tipografo di Strasburgo e quindi uno dei primi di tutta Europa fuori di Magonza. |
| 1475            | Boezio, Interpretatio Priorum analyticorum Aristotelis                                                                           | Konrad Braem                                                  | Lovanio           | |
| 1475-1478       | Boezio, In Categorias Aristotelis e Commentaria in Porphirium                                                                    | Sixtus Riessinger                                             | Napoli            | Questi commentari vengono dati insieme alle traduzioni di Boezio dal greco di Isagoge di Porfirio e di Categoriae di Aristotele. |
| 1475-1478       | Venanzio Fortunato, Vita Sanctae Radegundis                                                                                      | Bonino Mombrizio                                              | Milano            | L'agiografia di Venanzio fu pubblicata nella raccolta Sanctuarium. Vi furono stampati solo estratti della vita di Colombano. Una versione condensata uscì a Londra nel 1516 in una miscellanea intitolata Nova Legenda Anglie. Una versione completa fu fatta a Basilea nel 1563, dove l'opera è erroneamente posta insieme a quelle di Beda. |
| 1475-1478       | Giona di Bobbio, Vita Columbani                                                                                                  | Bonino Mombrizio                                              | Milano            | L'agiografia di Venanzio fu pubblicata nella raccolta Sanctuarium. Vi furono stampati solo estratti della vita di Colombano. Una versione condensata uscì a Londra nel 1516 in una miscellanea intitolata Nova Legenda Anglie. Una versione completa fu fatta a Basilea nel 1563, dove l'opera è erroneamente posta insieme a quelle di Beda. |
| 1476            | Diomede Grammatico, Ars grammatica                                                                                               | Nicolas Jenson                                                | Venezia           | |
| 1476            | Digestum Novum | Vito Puecher                                                  | Roma              | Il Digestum era composto di 50 libri. Il Novum ne era la terza parte (libri 39-50). A sua volta, il Digestum faceva parte del Corpus Iuris Civilis di Giustiniano. Reca la data del 30 marzo 1476. |
| 1476            | Digestum Vetus | Henricus Clayn                                                | Perugia           | Il Vetus costituiva la prima parte del Digestum (libri 1-24, fino al titolo 2 del libro 24). A sua volta, il Digestum faceva parte del Corpus Iuris Civilis di Giustiniano. Reca la data del 29 aprile 1476. |
| 1476            | Novellae Constitutiones | Vito Puecher                                                  | Roma              | Fanno parte del Corpus Iuris Civilis di Giustiniano. Reca la data del 15 luglio 1476. |
| 1476-1477       | Flavio Aviano, Fabulae | Günther Zainer                                                | Ulma              | A cura di Heinrich Steinhowel, contiene solo 27 favole di Aviano. Heinrich Steinhöwel ("Steinhauel" o "Steinheil") fu un autore svevo, umanista rinascimentale e traduttore molto influenzato dal Rinascimento italiano. Le sue traduzioni di trattati medici e di romanzi ebbero un notevole effetto sui tedeschi che stavano appena uscendo dai Secoli bui. |
| 1478            | Mondino dei Liuzzi, Anothomia | "apud Antonium de Carcano"                                    | Pavia             | |
| 1478            | Celso, De medicina | Niccolò della Magna                                           | Firenze           | A cura di Bartolomeo Della Fonte, con dedica all'umanista e banchiere Francesco Sassetti. |
| 1478            | Seneca, Tragoediae | Andrea Belfort                                                | Ferrara           | Edizione senza data, assegnata al 1484 da Giuseppe Antonelli, ma retrodatata tra il 30 settembre e il 17 dicembre 1478 da Enrico Peverada perché la società costituita da Andrea Belfort con il libraio Pellegrino Sillano il 30 settembre 1478 per stampare l'edizione in 500 copie fu sciolta il 17 dicembre. |
| 1478            | Pseudo-Seneca, Ottavia | Andrea Belfort                                                | Ferrara           | Edizione senza data, assegnata al 1484 da Giuseppe Antonelli, ma retrodatata tra il 30 settembre e il 17 dicembre 1478 da Enrico Peverada perché la società costituita da Andrea Belfort con il libraio Pellegrino Sillano il 30 settembre 1478 per stampare l'edizione in 500 copie fu sciolta il 17 dicembre. |
| 1481            | Pseudo-Apuleio, Herbarium ad Marcum Agrippam                                                                                     | Giovanni Filippo De Lignamine                                 | Roma              | Il libro è dedicato al Cardinal Francesco Gonzaga. Senza data, ma fu stampato tra il 1478 e 1482. Il De herba vettonica viene erroneamente presentato in questa edizione come primo capitolo dello Herbarium. Sempre in merito a De herba vettonica, la lettera introduttiva Epistula ad M. Agrippam è assente. Questa apparve per la prima volta a Zurigo nel 1537, curata da Gabriel Humelberg e stampata da Christoph Froschauer. |
| 1481            | Pseudo-Antonio Musa, De herba vettonica                                                                                          | Giovanni Filippo De Lignamine                                 | Roma              | Il libro è dedicato al Cardinal Francesco Gonzaga. Senza data, ma fu stampato tra il 1478 e 1482. Il De herba vettonica viene erroneamente presentato in questa edizione come primo capitolo dello Herbarium. Sempre in merito a De herba vettonica, la lettera introduttiva Epistula ad M. Agrippam è assente. Questa apparve per la prima volta a Zurigo nel 1537, curata da Gabriel Humelberg e stampata da Christoph Froschauer. |
| 1481 circa      | Isidoro di Siviglia, De viris illustribus                                                                                        | Henricus Quentell                                             | Colonia           | |
| 1482            | Petronio, Satyrici fragmenta quae extant                                                                                         |                                                               | Milano            | L'edizione, a cura di Francesco Dal Pozzo, contiene inoltre l'Agricola di Tacito. Questa edizione di Petronio fu tratta da un manoscritto di Classe O, che presenta solo brevi estratti dal Satyricon e nulla della Cena Trimalchionis. Nel 1575 fu pubblicata una nuova edizione a Lione da una classe differente di manoscritti che raddoppiava il testo disponibile. La Cena era ancora assente, ma fu pubblicata a Padova nel 1664 in seguito ad un ritrovamento di testo a Traù da parte di Marino Statileo. |
| 1482            | Panegyrici Latini |                                                               | Milano            | L'edizione, a cura di Francesco Dal Pozzo, contiene inoltre l'Agricola di Tacito. Questa edizione di Petronio fu tratta da un manoscritto di Classe O, che presenta solo brevi estratti dal Satyricon e nulla della Cena Trimalchionis. Nel 1575 fu pubblicata una nuova edizione a Lione da una classe differente di manoscritti che raddoppiava il testo disponibile. La Cena era ancora assente, ma fu pubblicata a Padova nel 1664 in seguito ad un ritrovamento di testo a Traù da parte di Marino Statileo. |
| 1482            | Plinio il Giovane, Panegyricus Traiani                                                                                           |                                                               | Milano            | L'edizione, a cura di Francesco Dal Pozzo, contiene inoltre l'Agricola di Tacito. Questa edizione di Petronio fu tratta da un manoscritto di Classe O, che presenta solo brevi estratti dal Satyricon e nulla della Cena Trimalchionis. Nel 1575 fu pubblicata una nuova edizione a Lione da una classe differente di manoscritti che raddoppiava il testo disponibile. La Cena era ancora assente, ma fu pubblicata a Padova nel 1664 in seguito ad un ritrovamento di testo a Traù da parte di Marino Statileo. |
| 1482            | Claudiano, Opera omnia | Iacobus de Dusa                                               | Vicenza           | A cura di Barnaba Celsano con dedica allo studioso Bartolomeo Pagello. Il volume include tutte le opere di Claudiano eccetto i Carmina minora. Questi furono pubblicati per la prima volta nel 1493 a Parma da Taddeo Ugoleto insieme ai Carmina maiora. il Claudiano di Ugoleto divenne così la base delle edizioni successive in quel secolo, uscite a Venezia nel 1495 e 1500. |
| post 1483       | Tertulliano, Apologeticus adversus gentes                                                                                        | Bernardino Benali                                             | Venezia           | Al colophon: «Impressum Venetiis per Bernardinum Benalium». L'edizione non reca data e si può soltanto esser sicuri che fu stampata dopo il 1483. |
| 1483-1490       | Frontino, De aquaeductu urbis Romae                                                                                              | Eucharius Silber                                              | Roma              | A cura di Giovanni Sulpizio da Veroli e Pomponio Leto. |
| 1484            | Herbarius Latinus | Peter Schöffer                                                | Magonza           | Divenne molto popolare tanto che ebbe dieci ristampe fino al 1499. |
| 1484            | Boezio, In Topica Ciceronis | Oliverius Servius                                             | Roma              | |
| 1485 circa      | Cicerone, Somnium Scipionis |                                                               | Strasburgo        | Senza data, sicuro solo che non fu stampato prima del 1485, ma potrebbe esserlo stato qualche anno dopo. |
| 1485 circa      | Haymo di Halberstadt, De Christianarum rerum memoria                                                                             | Rudolph Loeffs                                                | Lovanio           | Stampato insieme a Rerum Memorandarum Libri IV di Petrarca, al quale fu attribuito erroneamente. |
| 1485            | Ambrogio di Milano, Opera omnia                                                                                                  |                                                               | Venezia           | La prima vera edizione completa delle opere di Ambrogio fu fatta a Basilea nel 1492 da Johannes Amerbach come parte del suo progetto di stampare tutte le opere dei Dottori della Chiesa. |
| 1485            | Cicerone | Andrea Torresano d'Asola e Bartolomeo de' Blavi               | Venezia           | Raccolta delle opere retoriche di Cicerone. Contiene: De oratore (editio princeps 1465), Brutus, Orator (editio princeps 1469), Topica (editio princeps 1472), Partitiones oratoriae e De optimo genere oratorum. Di queste ultime due opere risulta essere l'editio princeps. |
| 1485            | Leonardo Bruni, De temporibus suis libellus                                                                                      | Peregrino Pasquale e Dionisio Bertochi                        | Venezia           | |
| 1486            | Valerio Probo, De notis | Michael Ferrarinus                                            | Brescia           | |
| 1486            | Agostino d'Ippona, Retractationes                                                                                                | Antonio Zaroto                                                | Milano            | |
| 1486-1487       | Vitruvio, De architectura | Eucharius Silber                                              | Roma              | A cura di Giovanni Sulpizio da Veroli. Il libro fu pubblicato insieme a De aquaeductu urbis Romae di Frontino. |
| 1487            | Frontino, Strategemata | Eucharius Silber                                              | Roma              | A cura di Giovanni Sulpizio da Veroli. L'opera fu pubblicata sia in edizione collettiva con l'Epitoma rei militaris di Vegezio, il De instruendis aciebus di Eliano Tattico nella traduzione latina di Teodoro Gaza e il De vocabulis rei militaris dello Pseudo-Modesto, sia a sé stante. |
| 1487-1488       | Tiberio Donato |                                                               | Firenze           | A cura di Cristoforo Landino. Insieme al suo commentario personale pubblicò non una versione completa di Tiberio Donato bensì un digesto. La prima edizione integrale fu stampata a Napoli nel 1535. Quello di Tiberio Donato divenne uno dei commentari più diffusi con 55 edizioni stampate tra il 1488 ed il 1599. |
| 1488            | Avieno, Opera |                                                               | Venezia           | A cura di Giorgio Valla. |
| 1488            | Giulio Firmico Materno, Matheseos libri VIII                                                                                     |                                                               | Augusta           | Contiene soltanto i libri III e IV. L'editio princeps completa fu stampata nel 1499 a Venezia da Aldo Manuzio nella cosiddetta raccolta degli Scriptores astronomici veteres. |
| 1488            | Boezio, De institutione arithmetica                                                                                              | Erhard Ratdolt                                                | Augusta           | Erhard Ratdolt (1442–1528) fu uno dei primi tipografi tedeschi di Augusta, attivo a Venezia negli anni 1476-1486 e successivamente ad Augusta. Dal 1476 al 1478 fu in società con altri due tipografi tedeschi. |
| 1489            | Boezio, De Trinitate, De hebdomadibus e De praedicatione                                                                         | Paganino de' Paganini                                         | Venezia           | Pubblicato insieme a De Trinitate di Agostino d'Ippona. |
| 1489            | Basilio Magno, De legendis libris gentilium                                                                                      | Peter Schöffer                                                | Magonza           | Nel 1497 ebbe la prima edizione italiana da parte di Benedetto Faelli |
| 1489            | Agostino d'Ippona, Enarrationes in Psalmos                                                                                       | Johann Amerbach                                               | Basilea           | Il primo dei libri di Agostino pubblicati da Amerbach, il quale dedicò la vita a stampare tutte le opere di quell'autore. |
| 1490            | Ambrogio di Milano, Epistulae | Leonardus Pachel                                              | Milano            | A cura di Giorgio Cribello, ristampato da Johannes Amerbach a Basilea nel 1492 nelle opere complete di Ambrogio. Un'edizione indipendente delle lettere fu pubblicata sempre a Milano, due mesi dopo. |
| 1490            | Seneca, Naturales quaestiones | Bernardino da Cremona e Simon de Luero                        | Venezia           | Furono pubblicate in un'edizione completa delle opere di Seneca il Giovane. Il volume conteneva anche le Suasoriae e le Controversiae scritte da Seneca il Vecchio, erroneamente attribuite a Seneca figlio. |
| 1490            | Giovenco, Historia evangelica |                                                               | Deventer          | |
| 1491            | Cassiodoro, Expositio psalmorum                                                                                                  | Johann Amerbach                                               | Basilea           | |
| 1491            | Agostino d'Ippona, Contra Academicos, De libero arbitrio, De magistro, De ordine, De immortalitate animae e De animae quantitate | Angelo Ugoleto                                                | Parma             | A cura di Eusebio Conrado e Taddeo Ugoleto con altre opere di Agostino negli Opuscula plurima. Fu ristampato lo stesso anno a Venezia da Pellegrino Pasquali. |
| 1491            | Agostino d'Ippona, Expositio evangelii secundum Johannem                                                                         | Johann Amerbach                                               | Basilea           | |
| 1491            | Guido Bonatti, Liber decem continens tractatus Astronomiae                                                                       | Erhard Ratdolt                                                | Augusta           | |
| 1491-1492       | Boezio, Opera omnia | Giovanni e Gregorio de Gregori                                | Venezia           | Prima edizione delle sue opere complete, con l'unica eccezione del De fide catholica. L'edizione fu ripubblicata nel 1497-1499; fu seguita a Basilea nel 1546 da una nuova raccolta curata da Glareano. |
| 1492            | Poggio Bracciolini, De varietate fortunae historiae                                                                              | Christophorus Bullatus, U. Scinzenzeler                       | Milano            | |
| 1493            | Claudiano, Carmina minora | Angelo Ugoleto                                                | Parma             | A cura di Taddeo Ugoleto. Fu il primo volume veramente completo di Claudiano. L'edizione di Ugoleto fu ristampata due volte a Venezia negli anni 1495 (tipografo Johannes Tacuinus) e 1500 (tipografo Christophorus de Pensis). |
| 1494            | Pseudo-Quintiliano, Declamationes minores                                                                                        | Taddeo Ugoleto                                                | Parma             | L'edizione manca di nove declamazioni, che furono stampate nel 1580 a Parigi da Pierre Pithou. |
| 1495            | Ambrogio Autperto, Sermo de adsumptione Sanctae Mariae                                                                           | Johann Amerbach                                               | Basilea           | Il sermone di Autperto viene qui attribuito erroneamente ad Agostino d'Ippona. |
| 1496 circa      | Hucbald, Ecloga de Calvis | Peter Friedberg                                               | Magonza           | A cura di Giovanni Tritemio. |
| 1497            | Terenziano Mauro, De litteris syllabis et metris Horatii                                                                         |                                                               |                   | |
| 1497            | Censorino, De die natali | Benedetto Faelli                                              | Bologna           | A cura di Filippo Beroaldo il Vecchio. L'edizione contiene anche traduzioni latine di opere greche, quali l'Enchiridion di Epitteto, la Tabula Cebetis, De invidia et odio di Plutarco e De invidia e De legendis libris gentilium di Basilio Magno. |
| 1498            | Fabio Planciade Fulgenzio, Mythologiae e Expositio sermonum antiquorum                                                           | Uldericus Scinzenzeler                                        | Milano            | A cura di Giovan Battista Pio (Ioannes Baptista Pius), con un vasto commentario della prima opera. |
| 1499            | Marziano Capella, De nuptiis Philologiae et Mercurii                                                                             | Enrico di Ca' Zeno                                            | Vicenza           | A cura di Fracanzio da Montalboddo, con dedica a G. Chericato, vescovo di Cattaro. |
| 1499            | Pseudo-Ausonio, Periochae Homeri e Ludus septem sapientum                                                                        | Angelo Ugoleto                                                | Parma             | A cura di Taddeo Ugoleto nell'edizione delle opere complete di Ausonio. Queste opere furono da lui erroneamente attribuite al poeta. |
| 1499            | Polemio, Epistola Alexandri ad Aristotelem                                                                                       |                                                               | Venezia           | |
| 1500            | Vibio Sequestre, De fluminibus fontibus lacubus nemoribus paludibus montibus gentibus per litteras libellus                      | Francesco Silva                                               | Torino            | A cura di Martino Salio. |